# Dihlabeng
Dihlabeng – gmina w Republice Południowej Afryki, w prowincji Wolne Państwo, w dystrykcie Thabo Mofutsanyana. Siedzibą administracyjną gminy jest Bethlehem.